# Madarococcus cunicularius
Madarococcus cunicularius är en insektsart som beskrevs av James Mather Hoy 1962. Madarococcus cunicularius ingår i släktet Madarococcus och familjen filtsköldlöss. Inga underarter finns listade i Catalogue of Life.